# Bintanath
Bintanath (hay Bentanath) là một công chúa và là một Vương hậu của Vương triều thứ 19. Bà là con gái, đồng thời cũng là vợ cả của Pharaon Ramesses II.

## Thân thế
Bintanath là con gái của Ramesses II và kế hậu Isetnofret, một trong hai người vợ nổi trội của Ramesses (đứng sau Nefertari). Bà là công chúa đầu tiên của Ramesses II và có ít nhất là 3 người anh em cùng mẹ được chứng thực khá rõ ràng:
- Thái tử Ramesses, hoàng tử thứ hai của Ramesses II, giữ ngôi Thái tử từ năm thứ 25 tới 50 của Ramesses II, mất trước cha mình.
- Thái tử Khaemwaset, hoàng tử thứ 4, giữ chức vụ khá quan trọng là "Tư tế cấp cao của thần Ptah", kế thừa ngôi thái tử từ người anh Ramesses (từ năm 50 đến 55).
- Pharaon Merneptah, hoàng tử thứ 13, vua kế nhiệm của Ramesses II.
- Công chúa Isetnofret (?), có lẽ là vợ của Merneptah[2].

Bintanath có một người con gái không rõ tên, được biết đến qua những hình vẽ trên mộ của bà tại Thung lũng các Hoàng hậu. Một bức tượng của pharaon Merneptah có ghi rằng "Người vợ hoàng gia vĩ đại Bintanath". Theo nhà nghiên cứu Joyce Tyldesley, cái tên Bintanath trên tượng có lẽ là để chỉ người con gái của công chúa Bintanath, mang trùng tên với mẹ mình; bà có thể đã kết hôn với Merneptah, cậu ruột của mình.
Bintanath được phong làm chức vị vợ cả của Pharaoh (tương đương Vương hậu và Hoàng hậu) vào khoảng năm trị vì thứ 25 của cha bà, sau cái chết của người vợ đầu tiên, Nefertari. Mẹ của bà Isetnofret và một người em gái khác mẹ Nebettawy cũng được phong hậu vào cùng thời điểm này.

## Chứng thực

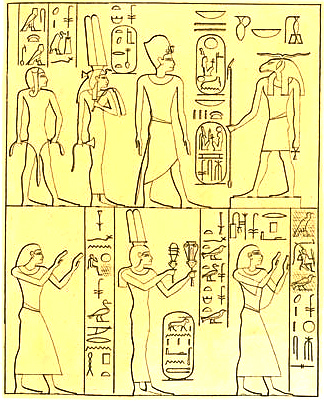
Bia đá tại Aswan. Hàng trên: Ramesses II, Isetnofret và Khaemwaset trước Khnum. Hàng dưới: Merneptah, Bintanath và thái tử Ramesses

Bintanath xuất hiện trên cảnh vẽ tại tháp môn thứ hai tại Luxor đánh dấu năm trị vì thứ ba của Ramesses II. Bà đứng đầu tiên trong số các công chúa con của Ramesses, theo sau Bintanath là công chúa Meritamen, cũng được phong hậu dưới thời cha mình. Tại Abu Simbel, bà xuất hiện cùng với Nebettawy với danh vị công chúa. Một tấm bia đá tại Aswan mô tả cha mẹ và những anh em ruột của bà đang tế lễ cho thần Khnum. Một tấm bia khác tại phía tây Gebel el-Silsila tái hiện việc tế thần Ptah và Nefertem của gia đình hoàng gia này.
Với cương vị là một Vương hậu và Hoàng hậu, bà có mặt khá nhiều trên các bức tượng của Ramesses II rải rác tại các đền thờ của ông:
- Một bức tượng tại Sinai (BM 697).
- Hai bức tượng bằng sa thạch tại Tanis.
- Một bức tượng lớn của Ramesses bằng granite đỏ tại Memphis, bà có mặt cùng với người anh em Khaemwaset.
- Bức tượng khổng lồ bằng đá vôi của Ramesses có miêu tả Bintanath và Henutmire (một người vợ khác của Ramesses).
- Một bức tượng thuộc thời Trung vương quốc bị Ramesses chiếm đoạt ở Heracleopolis, trên đó có khắc hình hai chị em Bintanath và Meritamen.
- Tại đền Wadi es-Sebua (Nubia), hình ảnh của Bintanath cũng được tạc trên các ngôi đền.
- Nhiều bức tượng lớn nhỏ của Ramesses tại đền Karnak và đền Luxor có mang khung tên và hình ảnh của Bintanath.

## Qua đời và chôn cất

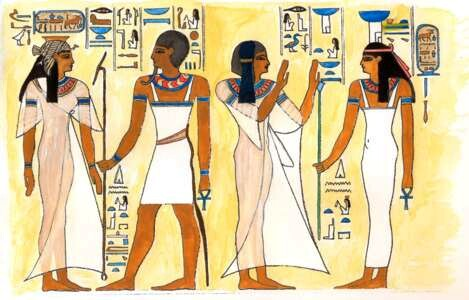
Bintanath và con gái đứng trước các vị thần (tại QV71)

Bintanath là một trong số ít người con sống lâu hơn cha mình. Bà đã qua đời dưới thời trị vì của người em trai Merneptah, được táng tại ngôi mộ QV71, Thung lũng các Hoàng hậu.
Một phát hiện của nhà nghiên cứu Lepsius là tên của Bintanath được khắc trên mộ lại khác so với tên được viết thông thường của bà. Công chúa Bintanath xuất hiện cùng với người con gái không rõ tên của mình. Quan tài của công chúa sau đó được dùng để an táng một người khác.

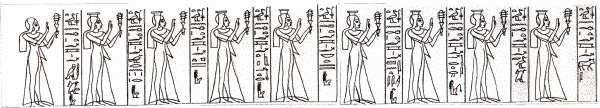
Những người con gái lớn của Ramesses II. Bintanath là người đứng đầu tiên bên phải